# Energieverbrauchsrelevante-Produkte-Gesetz
Das Energieverbrauchsrelevante-Produkte-Gesetz (EVPG) setzt die EU-Ökodesignrichtlinie (RL 2009/125/EG, zuvor RL 2005/32/EG) in deutsches Recht um und ist am 7. März 2008 in Kraft getreten. Die Frist zur Umsetzung der Richtlinie war auf den 11. August 2007 bestimmt.
§ 10 EVPG bestimmt als beauftragte Stelle die Bundesanstalt für Materialforschung und -prüfung (BAM). Die beauftragte Stelle dient insbesondere zur Koordinierung der zuständigen Landesbehörden und der Information der Öffentlichkeit.